# Ліхтенфельс (Баварія)
Ліхтенфельс (нім. Lichtenfels) — місто в Німеччині, розташоване в землі Баварія. Підпорядковується адміністративному округу Верхня Франконія. Адміністративний центр району Ліхтенфельс.
Площа — 122,27 км2. Населення становить 20 034 ос. (станом на 31 грудня 2020).